# Scaphyglottis emarginata
Scaphyglottis emarginata é uma espécie de orquídea epífita, cujos novos pseudobulbos geralmente brotam tanto da base como do topo dos pseudobulbos mais antigos. É originária de Cuba, República Dominicana e Suriname.